# Trisetum cumingii
Trisetum cumingii är en gräsart som först beskrevs av Ernst Gottlieb von Steudel, och fick sitt nu gällande namn av Parodi och Elisa G. Nicora. Trisetum cumingii ingår i släktet glanshavren, och familjen gräs. Inga underarter finns listade i Catalogue of Life.